# Megacyllene unicolor
Megacyllene unicolor es una especie de escarabajo longicornio del género Megacyllene, tribu Clytini, subfamilia Cerambycinae. Fue descrita científicamente por Fuchs en 1955.

## Descripción
Mide 9,9-15 milímetros de longitud.

## Distribución
Se distribuye por Argentina, Brasil, Paraguay y Uruguay.